# University Heights
Pour les articles homonymes, voir University Heights (homonymie).
University Heights est un quartier de l'arrondissement du Bronx à New York, bordé à l'ouest par Harlem River, à l'est par Jerome Avenue, au nord par Kingsbridge Road et au sud par Burnside Avenue. Il est entouré par les quartiers de Kingsbridge (au nord), Fordham (à l'est), South Bronx (au sud) et Inwood à l'ouest, sur l'île de Manhattan.
Le quartier tire son nom de la colline où un des campus de l'université de New York a été bâti en 1894. À cette époque, la première rue portait le nom de « University Avenue » en français : « avenue de l'université » et son principal carrefour se trouvait à l'intersection de University Avenue et de Fordham Road. En 1973, l'université de New York a vendu le campus à l'université de la ville de New York, qui la rebaptisa alors Bronx Community College. Toutefois, le nom d'University Heights est resté dans les mémoires.